# 塗木弘幸
塗木 弘幸（ぬるき ひろゆき、1953年〈昭和28年〉7月2日 - ）は、日本の政治家。鹿児島県南九州市長（3期）。

## 来歴
鹿児島県知覧町出身。1972年（昭和47年）3月、鹿児島県立甲南高等学校卒業。
2007年（平成19年）4月、知覧町議会議員選挙において無投票で初当選。同年12月1日、川辺町・知覧町・頴娃町が合併して南九州市が発足。これに伴って行われた南九州市議会議員選挙に出馬し当選。2011年（平成23年）、2期目の当選。
2015年（平成27年）12月13日に行われた南九州市長選挙は、知覧町出身の塗木、川辺町出身で前市議長の森田隆志、頴娃町出身で前市議の蓮子幹夫の新人3名の争いとなった。塗木が同選挙を制し初当選、12月23日に市長に就任した。選挙の結果は以下のとおり。
※当日有権者数：31,153人 最終投票率：69.95%（前回比：-5.58pts）
| 候補者名 | 年齢 | 所属党派 | 新旧別 | 得票数  | 得票率 | 推薦・支持 |
| -------- | ---- | -------- | ------ | ------- | ------ | ---------- |
| 塗木弘幸 | 62   | 無所属   | 新     | 9,178票 | 42.72% |            |
| 森田隆志 | 63   | 無所属   | 新     | 8,854票 | 41.21% |            |
| 蓮子幹夫 | 59   | 無所属   | 新     | 3,453票 | 16.07% |            |

2019年（令和元年）は、無投票で再選。
2023年（令和5年）12月10日に行われた市長選挙には塗木のほか前市議会議員の西次雄との一騎打ちとなり塗木が3選。選挙の結果は以下の通り。※当日有権者数：27,278人 最終投票率：60.54%（前々回比：-9.41pts）
当選 塗木弘幸（66歳）無所属 現 9,245票、西次雄（74歳）無所属 新 7,054票だった。